# Avion
Pour les articles homonymes, voir Avion (homonymie).

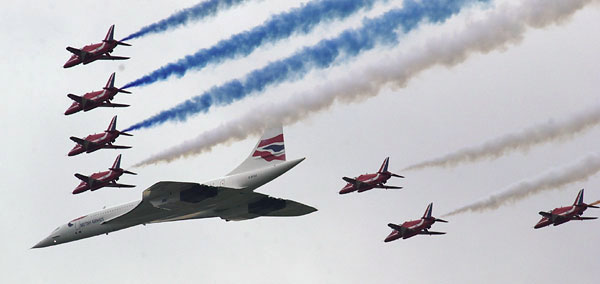
Le Concorde au jubilé de la reine du Royaume-Uni.

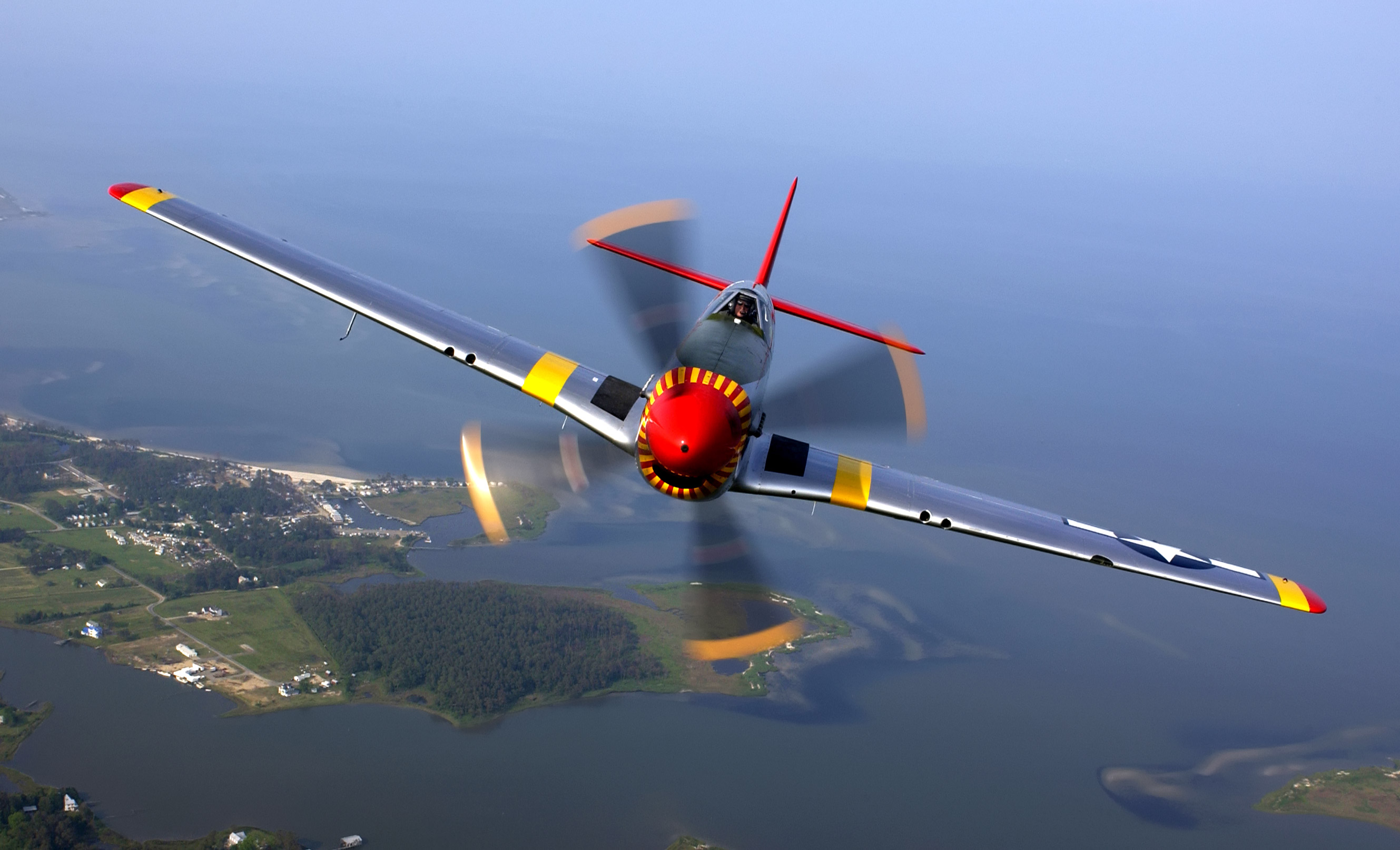
Un North American P-51 Mustang en vol. Photo prise durant un show aérien dans la base de l'Air Force à Langley, en Virginie (États-Unis).

Un avion est un aérodyne (un aéronef plus lourd que l'air), entraîné par un propulseur, dont la portance aérodynamique est obtenue par des surfaces fixes (ailes). Lorsque la portance est obtenue (à l'arrêt ou en mouvement) par des surfaces en rotation, l'appareil est alors un autre type d'aéronef : un aérogire à voilure tournante (exemple : hélicoptère).
Un avion équipé d'un dispositif lui permettant de décoller et de se poser sur l'eau (amerrir) est un hydravion. D'autres accessoires permettent l'atterrissage et le décollage sur des surfaces enneigées comme des skis situés sous les roues de l'avion.
Celui qui le dirige est appelé pilote ou aviateur.

## Histoire

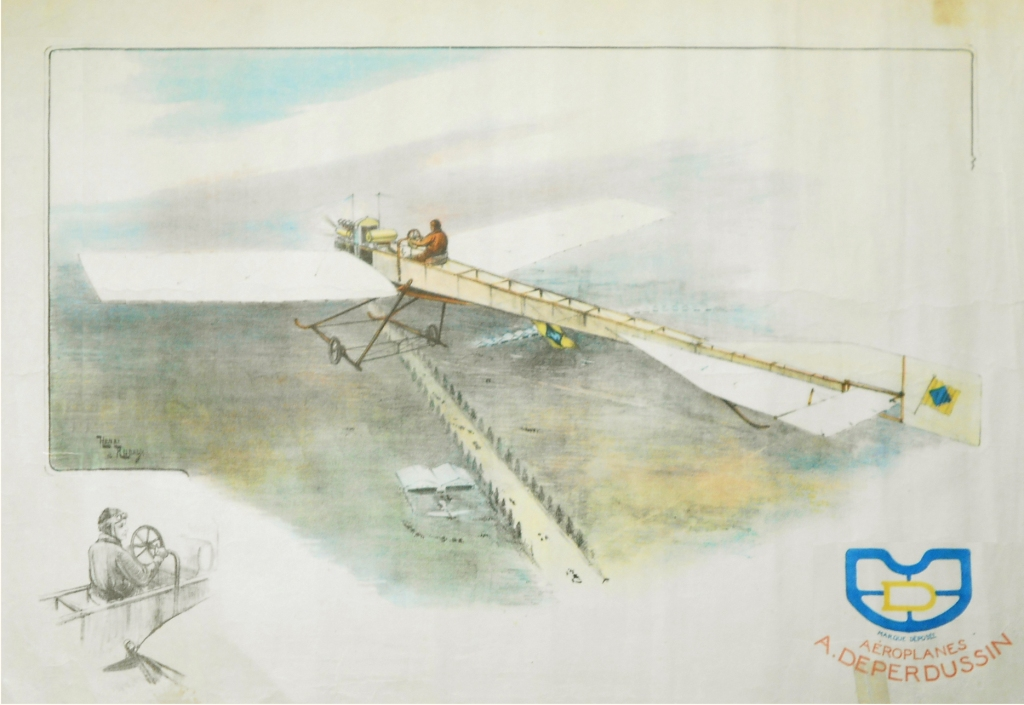
Avion A. Deperdussin

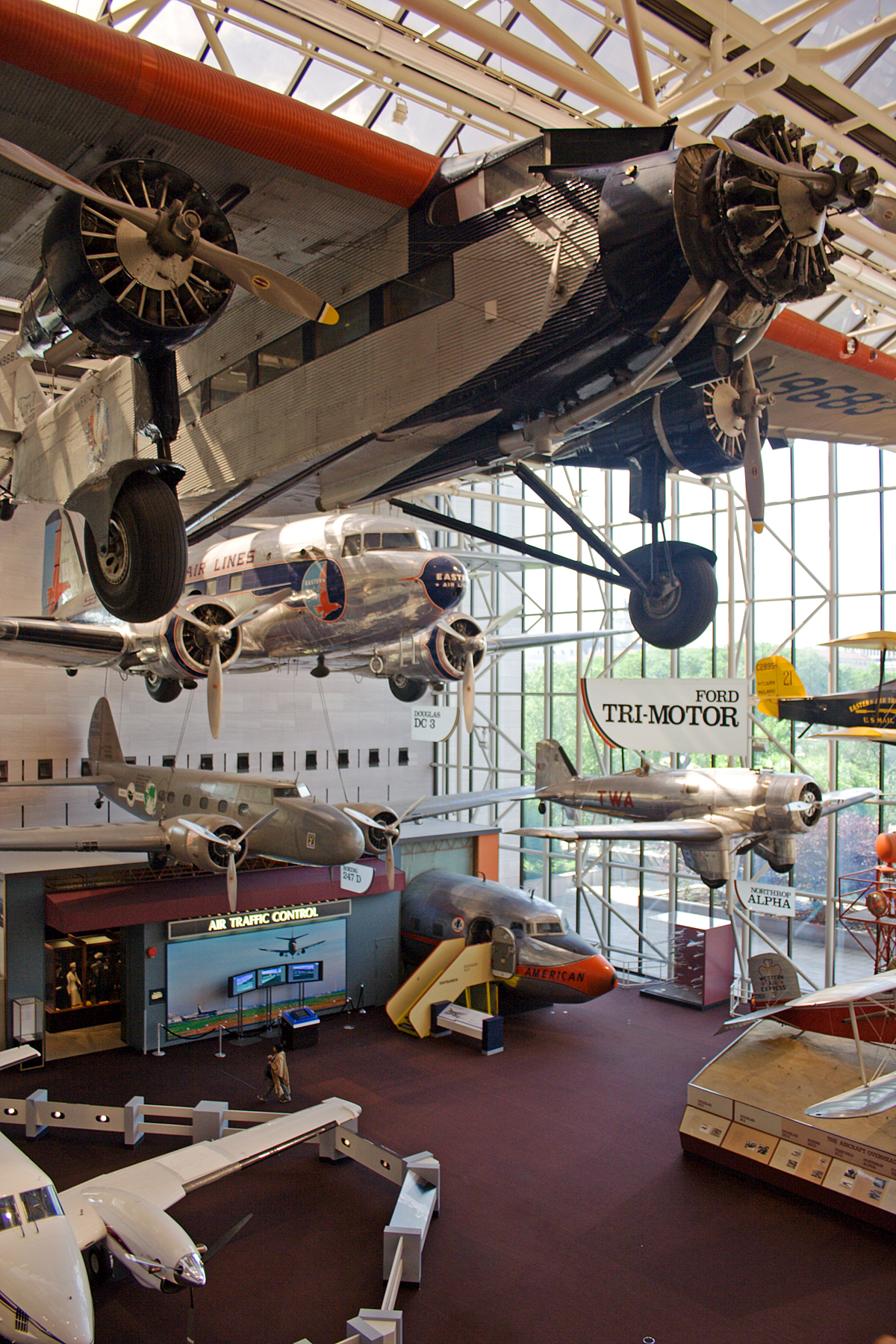
Avions au musée national américain de l'air et de l'espace (Smithsonian Institution), à Washington D.C..

Le mot « aviation » (du latin « avis », qui signifie « oiseau », et du suffixe « atio ») a été employé pour la première fois par Gabriel de La Landelle, en 1863, dans le livre Aviation ou navigation aérienne sans ballon, un ouvrage rendant compte des tentatives d'envol de Jean-Marie Le Bris dans un appareil plus lourd que l'air.
Le substantif masculin,, « avion » est un dérivé savant du latin avis. Il est attesté au XIXe siècle : d'après le Trésor de la langue française informatisé, il a peut-être été créé en 1875 mais sa plus ancienne occurrence connue se trouve dans le brevet no BB 205 155, déposé le 19 avril 1890 par Clément Ader et relatif à « un appareil ailé pour la navigation aérienne dénommé Avion ». C'est ainsi qu'Ader a appelé l'appareil baptisé Éole, avec lequel il décolle le 9 octobre 1890 puis rase le sol sur 50 mètres à 20 cm au-dessus de la piste. Cet événement n'est pas homologué[Quoi ?] comme étant un vol : la hauteur atteinte était insuffisante[réf. nécessaire] pour le qualifier de tel.
Le troisième prototype de Clément Ader, l'Avion III, effectue un vol de trois cents mètres devant un comité militaire le 14 octobre 1897 à Satory. Une autre raison à la non-homologation des vols de Clément Ader est que ces vols étaient soumis au secret militaire.

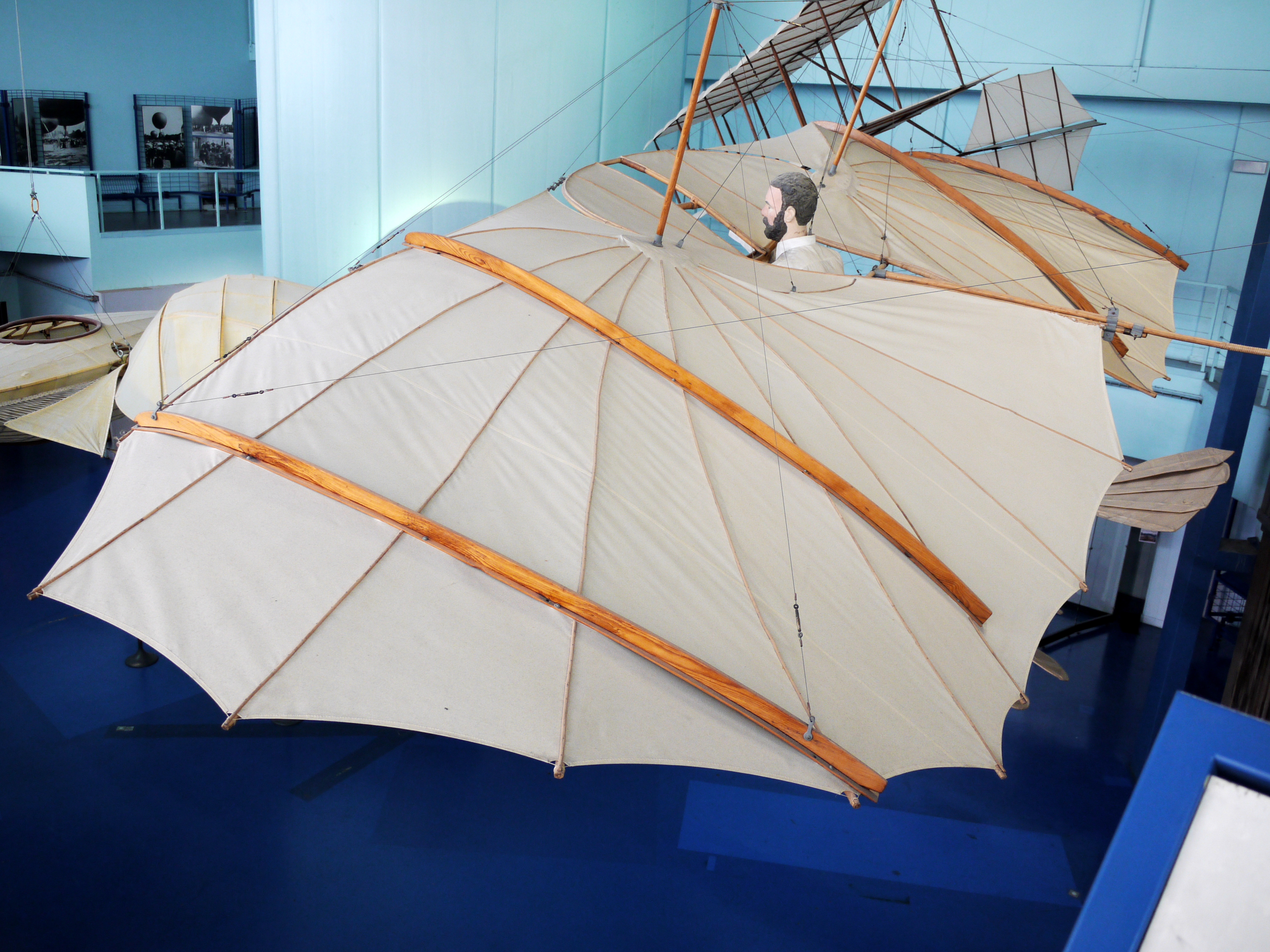
Planeur d’Otto Lilienthal (1896), réplique de 1927, Musée de l'air et de l'espace, Paris-Le Bourget (France).

 À la même époque Otto Lilienthal, grâce à des prototypes qui étaient réalisés à partir de structures de bambou entoilées de coton, pouvait planer jusqu'à 400 mètres en se lançant du haut d'une colline haute d'environ vingt mètres. Le contrôle de la machine se faisait par des déplacements du corps comme pour les deltaplanes pendulaires contemporains.
Dans les premières années de l'aéronautique, après les vols en planeur des frères Wright de 1902 et leur premier vol motorisé du 17 décembre 1903[source insuffisante], on ne parle pas encore d'avions mais d'aéroplanes. En 1908, Ferber, dans une note de bas de page de son ouvrage L’aviation, ses débuts, son développement, écrit « Il n'y a pas de mot pour désigner l'aéroplane en particulier ; on pourrait prendre le nom créé par M. Ader ». En 1911, en hommage à Clément Ader, le général Roques, créateur de l'aviation militaire, décide que tous les aéroplanes militaires s'appelleront des avions. Mais ce n'est qu'avec la Première Guerre mondiale que les mots « avion » et « aviation » deviennent communs.
Alberto Santos-Dumont construisit de nombreux ballons à bord desquels il vola et conçut le premier dirigeable pratique. La démonstration de son aéroplane plus-lourd-que-l'air, le 14-bis, eut lieu dans le parc de Bagatelle près de Paris, avec un vol public, homologuant par là même le premier record du monde d'aviation, le 23 octobre 1906.

## Technique

### Configuration
Un avion est constitué :
- d'une cellule comprenant, dans la configuration classique « tube et aile » (en anglais, Tube And Wing ou TAW)[d], le fuselage, la voilure, l'empennage et le train d'atterrissage ;
- d'un groupe motopropulseur à hélice ou à réaction ;
- de commandes de vol permettant de transmettre les actions du pilote aux gouvernes ; les éléments mobiles nécessaires au pilotage de l'avion (ailerons et volets) sont situés sur les ailes, les gouvernes de direction et de profondeur sur l'empennage ;
- de servitudes de bord, ensemble des circuits électriques, hydrauliques, air, carburant, etc. associés au fonctionnement des autres éléments ou permettant la vie à bord ;
- de commandes et d'instruments de bord permettant le contrôle du pilotage et de la navigation ;
- de la charge utile, ce sont les éléments associés à la mission ou à la fonction de l'avion. Ils sont le plus souvent situés à l'intérieur du fuselage ou, essentiellement pour les avions d'arme ou de travail aérien, accrochés sur le fuselage ou la voilure. Les servitudes, commandes et instruments liés à la mission ou la fonction sont communes avec celles de l'avion dans le cas d'un équipage réduit mais peuvent être séparées.

### Fonctionnement

#### Principe de la portance

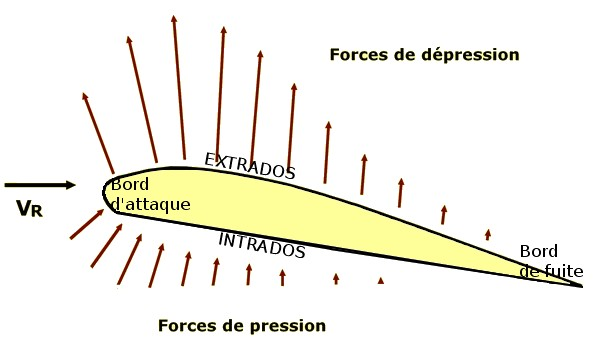
Le profil d'une aile d'avion : intrados, extrados, bord d'attaque, bord de fuite

Un avion vole grâce à l'écoulement de l'air autour de l'aile produisant des forces aérodynamiques :
- la portance, perpendiculaire au vent relatif, vers le haut. Cette force est engendrée par la différence de pression entre le dessus et le dessous de l'aile.
- la traînée, parallèle au vent relatif, vers l'arrière.

Plus l'angle formé entre l'aile et le vent relatif (angle appelé incidence) est important, plus les forces aérodynamiques sont grandes. Ceci reste vrai jusqu'à l'angle de décrochage, où la portance commence à décroître à cause du décollement des filets d'air au-dessus de l'aile (l'extrados).

##### Selon la loi de Newton et l'effet Coanda
| |  |  |
| À gauche : graphique donnant l'évolution du coefficient de portance en fonction de l'angle d'incidence. Le décrochage survient dans ce cas pour un angle d'incidence de 15° À droite: influence de l’angle d'incidence sur la portance. |  |  |

La force de portance est générée en réaction à la masse d'air qui est défléchie vers le bas. Par réaction l'aile est tirée vers le haut, en vertu de la troisième loi de Newton :
« Tout corps A (l'aile) exerçant une force sur un corps B (l'air) subit une force d'intensité égale, de même direction mais de sens opposé, exercée par le corps B ».
La masse d'air est défléchie vers le bas, en raison de :
- la forme de l'aile : pour un profil dissymétrique, la forme bombée de l'aile sur sa face supérieure tend à dévier l'écoulement de l'air vers le bas, selon l'effet Coandă[11]. La viscosité de l'air « oblige » les filets d'air à rester plaqués sur la surface supérieure de l'aile.
- l'angle d'incidence (position de la surface de l'aile par rapport aux filets d'air). Plus l'angle d'incidence est élevé et plus la portance est forte, tant que l'incidence de décrochage n'est pas atteinte.

##### Selon le théorème de Kutta
Quand le vent relatif passe au-dessus et au-dessous de l'aile, l'air qui passe sur l'extrados va plus vite que l'air qui passe sur l'intrados, obéissant ainsi à la condition de Kutta. La pression à l'extrados est plus faible que celle à l'intrados. La dépression sur l'extrados et la pression sur l'intrados engendrent une force sur l'aile appelée portance.

#### L'équilibre du vol

Forces auxquelles un avion est soumis.

Un avion subit trois types de forces :
- la poussée du réacteur ou la traction ou la poussée de l'hélice entraînée par le moteur ;
- le poids, effet de la gravité terrestre sur la masse de l'appareil ;
- la résultante des forces aérodynamiques décomposée en portance et en traînée :
  - la portance, créée par le déplacement dans l'air d'une aile profilée,
  - la traînée, somme des résistances aérodynamiques est opposée au mouvement.

Ces forces sont représentées par quatre vecteurs :
- la traction vers l'avant s'oppose à la traînée vers l'arrière ;
- la portance vers le haut s'oppose au poids vers le bas.

Quand l'avion vole en palier à vitesse constante le poids est équilibré par la portance, la traînée est compensée par la traction.
À partir de cette position d'équilibre, toute modification de l'un des paramètres entraîne une modification de l'équilibre. Si le pilote réduit les gaz, la traction diminue, la traînée devient prépondérante et la vitesse diminue. Étant proportionnelle au carré de la vitesse, la portance diminue avec la vitesse : l'avion s'inscrit dans une trajectoire descendante, entraîné par son poids. En descendant, l'avion accélère à nouveau : la portance croît à nouveau, égale et dépasse le poids : l'avion remonte. En remontant, la vitesse diminue, et ainsi de suite… Lorsque les oscillations s'amortissent du fait de la stabilité en tangage, l'avion se stabilise en un nouveau point d'équilibre : soit en descente à la même vitesse, soit en palier à une vitesse plus faible suivant son attitude de vol.

#### Pilotage
Le pilotage dans le plan vertical (en tangage) consiste à intervenir sur la portance et la traction. Le pilotage dans le plan horizontal (en virage ou en dérapage) consiste à intervenir sur le roulis (inclinaison latérale) et sur le lacet (la direction).

#### Propulsion
Il existe plusieurs modes de propulsion permettant aux avions d'atteindre et de maintenir la vitesse nécessaire au vol, les plus répandus sont :
- l'hélice, entraînée généralement par un moteur à piston ou une turbine (turbopropulseur) ;
- le turboréacteur.

#### Performance
Différents paramètres permettent de caractériser les performances d'un avion :
- la vitesse maximale en croisière caractérise la capacité d'un avion à rallier son objectif rapidement ;
- la vitesse minimale, liée au décrochage, caractérise la capacité de l'avion à voler lentement lors des phases d'approche, lui permettant de minimiser sa distance d’atterrissage ;
- le facteur de charge maximal, lié à la résistance de la structure, caractérise la manœuvrabilité de l'avion, sa capacité à virer avec un faible rayon de virage ou à réaliser des figures de voltige ;
- le plafond représente l'altitude maximum de vol, influant sur la consommation de carburant en croisière ou la capacité à franchir un relief pour les avions légers ;
- le taux de montée caractérise la capacité d'un avion à rejoindre rapidement son altitude de croisière ;
- le taux de descente caractérise la capacité de l'avion à réaliser une approche à forte pente pour se conformer à la réglementation de certains aéroports visant à limiter les nuisances sonores ou les risques de collisions avec un relief ;
- la consommation de carburant à l'altitude de croisière influant sur le coût d'exploitation de l'avion ;
- la charge marchande, particulièrement importante pour les avions de ligne, représentant la masse de fret ou de passager(s) que l'avion peut transporter ;
- le rayon d'action d'un avion est la distance franchissable entre le décollage et l’atterrissage. Cette distance dépend de la masse maximale autorisée, de la masse maximale de carburant pouvant être embarquée ainsi que de la charge marchande emportée.

### Impact sur l'environnement

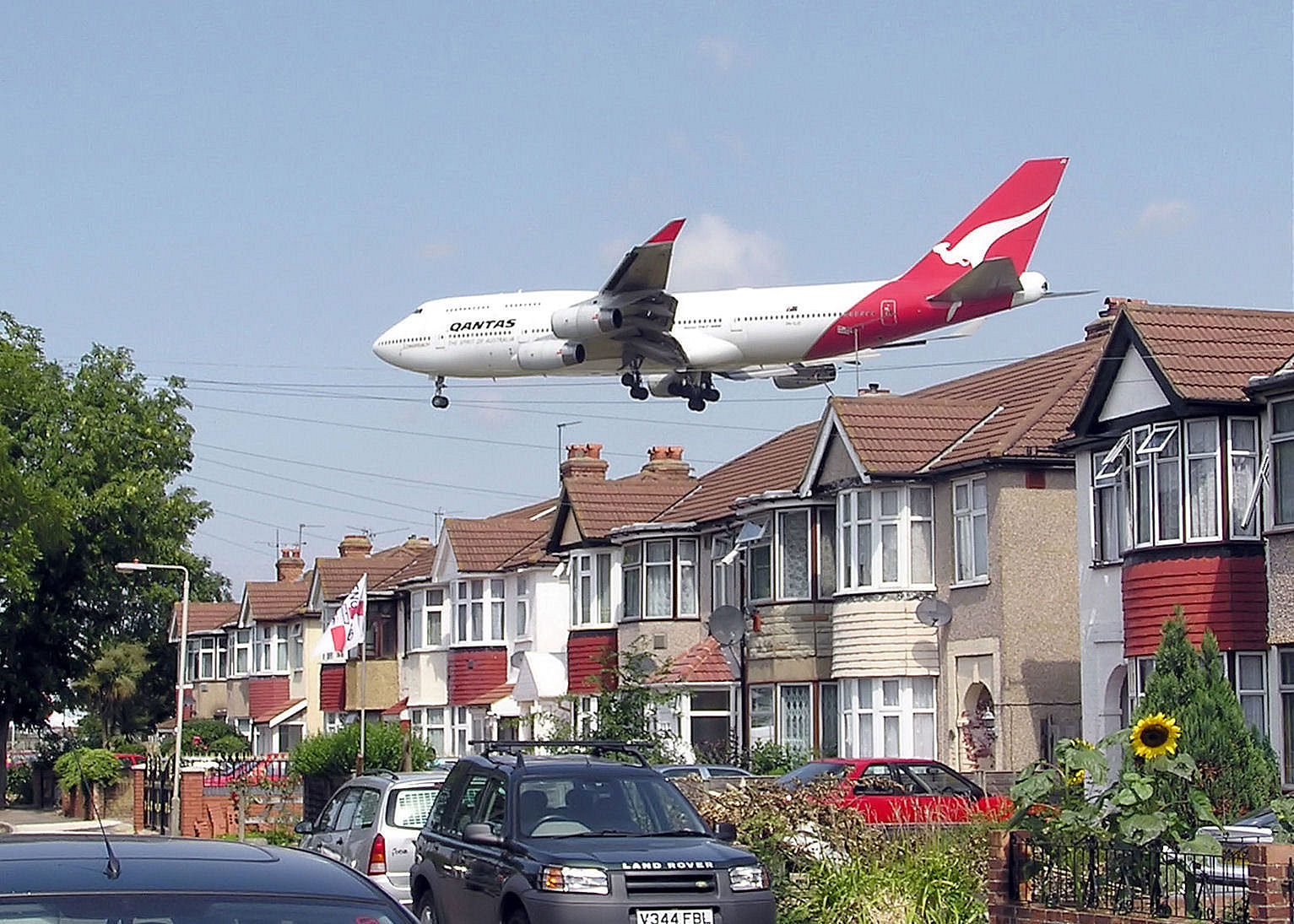
Un Boeing 747-400 au-dessus des habitations, dans le voisinage de l'aéroport de Londres-Heathrow.

Les avions ont un impact local au voisinage des aéroports et un impact global sur le climat. Localement, la rotation des avions dans les aéroports provoque des nuisances sonores et contribue à la pollution de l'air. Les vols d'avions militaires à basse altitude sont également une source de nuisance sonore. Globalement, les émissions des avions contribuent à l'augmentation de l'effet de serre et donc au réchauffement climatique.

#### Impact climatique

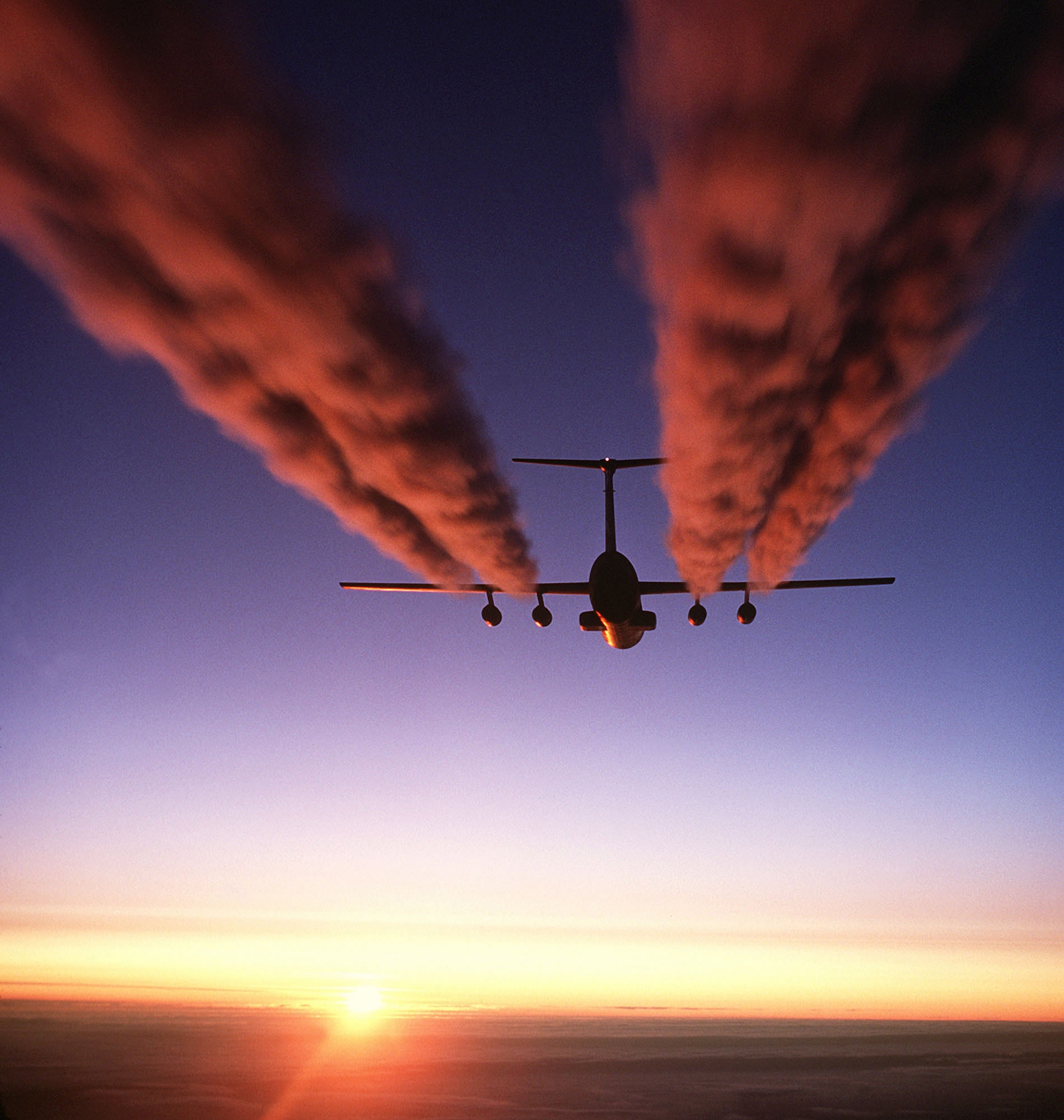
Les réacteurs d'avion contribuent de manière importante à l'effet de serre. Cela est dû principalement au produit par la combustion du kérosène, ainsi qu'aux traînées de condensation et aux nuages d'altitude qu'elles peuvent parfois générer.

L'impact climatique du transport aérien résulte principalement de la combustion de kérosène dans les réacteurs d'avion. Celle-ci est responsable de l'émission de dioxyde de carbone (CO2), un gaz à effet de serre qui s'accumule dans l'atmosphère et dont les émissions représentent de 3 à 4 % des émissions mondiales, ainsi que d'autres émissions à courte durée de vie, dont la contribution à l'effet de serre n'est pas évaluée avec autant de précision. Il s'agit en particulier des émissions d'oxydes d'azote (NOx), qui provoquent indirectement le réchauffement du climat, et surtout des traînées de condensation et des cirrus artificiels qui se forment dans certaines conditions.
Pour consolider les effets sur le climat de l'ensemble des émissions anthropiques, le Groupe d'experts intergouvernemental sur l'évolution du climat (GIEC) utilise le forçage radiatif qui mesure les conséquences des activités passées et présentes sur la température globale. Il a estimé que le forçage radiatif dû à l'aviation représentait 4,9 % du forçage radiatif total de 1790 à 2005, environ trois fois plus que le seul impact du CO2. Avec la croissance rapide et continue du transport aérien (de 6 à 7 % par an depuis 2015) et l'incapacité du secteur à la compenser au même rythme par des améliorations techniques ou opérationnelles, son impact climatique ne cesse de croître. Selon des projections de la tendance actuelle, la part des émissions de CO2 de l'aviation pourrait monter à 22 % des émissions mondiales de gaz à effet de serre en 2050.
Après plus de 15 ans de négociations, un accord mondial visant à réduire l'impact climatique du transport aérien a été conclu le 6 octobre 2016 sous l'égide de l'Organisation de l'aviation civile internationale (OACI). Il vise à combler l'absence de mesures concernant le transport aérien dans l'Accord de Paris de 2015 et à atteindre les objectifs que s'était fixés l'organisation en 2010 : améliorer l'efficacité énergétique de 2 % par an et stabiliser les émissions de CO2 au niveau qu'elles auront atteint en 2020. Il institue pour cela un système de compensation des émissions de CO2 pour la fraction des émissions qui dépasserait le niveau atteint en 2020 malgré un « panier de mesures techniques » adoptées dans le même temps. Ce système se traduira par l’achat de crédits-carbone par les compagnies aériennes auprès d’autres secteurs via une bourse d’échanges, sur volontariat à partir de 2021, puis de manière obligatoire à partir de 2027. De nombreuses voix, en particulier celles d'organisations non gouvernementales environnementales (ONGE), ont dénoncé le manque d'ambition de cet accord.
Né en Suède en 2018, le sentiment de flygskam (traduit en français par « honte de prendre l'avion ») défie le transport aérien. Des voyageurs sensibilisés à la protection de l'environnement prennent moins l'avion et privilégient le train,,.
Depuis les premiers jets, la consommation des avions au siège par kilomètre a déjà baissé de 80 %. Mais l'objectif que s'est fixé le transport aérien, de réduire de 50 % ses émissions de gaz à effet de serre d'ici à 2050 (et même de 75 % en Europe), malgré le doublement attendu du trafic, sera difficile à atteindre. Il passera d'abord par l'achat d'avions plus modernes, dont la consommation de carburant est de moins de trois litres par passager pour 100 km et même moins de deux litres pour un A321neo, ainsi que par l'utilisation de biocarburants, de moitié moins polluants, et un recours accru à l'électricité pour actionner les équipements hydrauliques et pneumatiques. De nouveaux modèles d'aéronefs, comme les avions-taxis et les drones de livraison, utiliseront des moteurs électriques. Les perspectives d'une propulsion 100 % électrique sur des avions de ligne sont beaucoup plus lointaines, voire incertaines : les deux obstacles principaux sont le poids des batteries et la difficulté de sécuriser un réseau à plus de 1000 volts à bord de l'avion. Le projet le plus ambitieux de Safran se limite à un avion de 10 à 12 places pour des distances de 400 à 500 km, qui associerait à deux moteurs à hélices turbopropulsés classiques, six petits moteurs électriques, réduisant d'au moins 50 % les émissions de gaz d'un turbopropulseur, lui-même déjà de 40 à 50 % plus vertueux qu'un jet. Il pourrait être lancé dès 2025, avec un marché potentiel de plusieurs milliers d'appareils. L'étape suivante pourrait être la mise au point, vers 2030, d'avions régionaux de 40 sièges, toujours à motorisation hybride. D'autres pistes sont les biocarburants et l'hydrogène.

#### Écobilan
La fabrication des avions fait appel à des matériaux dont la production est également — en amont — source d'impacts énergétiques, écologiques et sanitaires. Et le traitement des avions en fin de vie pose encore problème, avec un nombre d'avions à démanteler de plus en plus élevé (300 avions par an[réf. nécessaire]), sans compter les épaves déjà stockées à proximité des aéroports dans le monde. Des avions ont été transformés en récifs artificiels, mais avec des controverses sur les impacts de ce type d'opération. Les avions contiennent des matériaux précieux dont la fabrication a causé l'émission d’importantes quantités de gaz à effet de serre et de métaux lourds, mais les carlingues n'ont pas été conçues pour faciliter la récupération de ces matériaux en fin de vie.
En France, le programme Pamela piloté par Airbus (3,242 millions d'euros aidé par l'Europe), à Tarbes, expérimente des procédés de déconstruction et valorisation ou recyclage des matériaux.

## Typologie: les différents types d'avions
Les deux grandes catégories sont les avions civils (commerciaux ou de tourisme) et les avions militaires.

### Avions civils

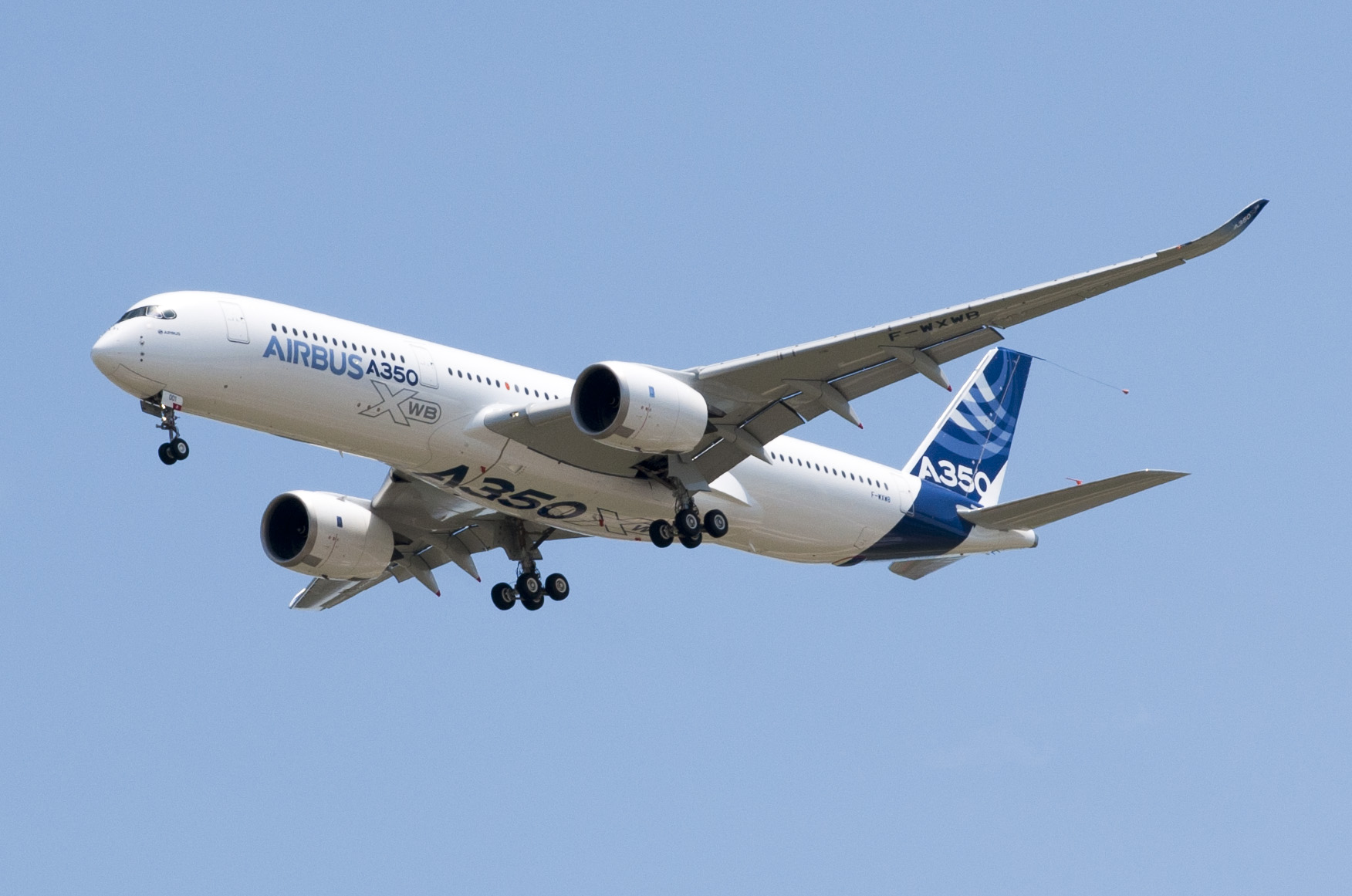
L'Airbus A350 XWB, un avion de ligne.

Les avions civils peuvent être classés comme ;
- avions de ligne classés selon leur distance franchissable : court-courrier, moyen-courrier, long-courrier[e]
- avions d'affaires ;
- avions légers ;
- ultra légers ;
- Avions modèles réduits :

### Avions militaires

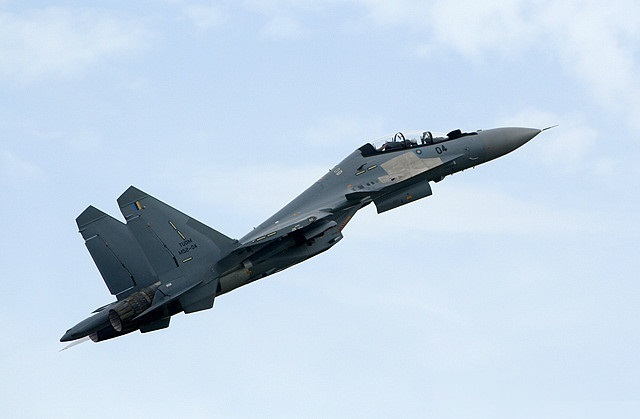
Un Soukhoï Su-27.

Les avions militaires sont généralement classés selon leur emploi :
- avion de chasse, ou chasseur, conçu pour l'interception et la destruction d'autres avions (Dassault Mirage III, Lockheed Martin F-22 Raptor),
- bombardier (tactique, stratégique ou nucléaire), dont la mission est de délivrer une ou plusieurs bombes (Boeing B-17 Flying Fortress, Boeing B-52 Stratofortress, Northrop B-2 Spirit),
- avion d'interception, ou intercepteur, conçu pour abattre les bombardiers ennemis avant que ceux-ci n'atteignent le territoire national (F-106 Delta Dart, Mig-31 Foxhund),
- avion de transport, chargé de transporter du fret et, ou du personnel (parachutistes par ex.) (Airbus A400M, Lockheed C-130 Hercules, C-160 Transall),
- avion d'entraînement, avion conçu pour l'entraînement (Alpha Jet, Aero L-39 Albatros) des futurs pilotes militaires,
- avion de reconnaissance ou de surveillance (U2, Lockheed SR-71 Blackbird), qui doit ramener des informations (électronique, photo, etc.) ou les transmettre en temps réel (Système de détection et de commandement aéroporté (SDCA)),
- l'avion multirôle (Dassault Rafale), qui doit cumuler plusieurs de ces missions,
- le drone, avion sans pilote (RQ-1 Predator, Dassault Neuron),
- etc.